# حسن سجادی‌نژاد
حسن سجّادی‌نژاد (۱۶ اسفند ۱۲۹۶ اصفهان – ۱۰ شهریور ۱۳۶۷، تهران) یکی از پیشگامان حرفه‌ای و دانشگاهی حسابداری در ایران بود؛ تا جایی که وی را پدر حسابداری نوین ایران نیز نامیده‌اند. وی از بنیان‌گذاران انجمن حسابداران خبره ایران (در ۲ اسفند ۱۳۵۱) و از مؤسسان دانشکده حسابداری و علوم مالی شرکت ملی نفت ایران (در ۱۳۳۶) بود، و پیش از انقلاب ۱۳۵۷، هفت سال ریاست آن دانشکده را برعهده داشت. او یکی از شاگردان استاد بزرگ دکتر حجت رومی گاوگانی بوده است.

## زندگی
تحصیلات

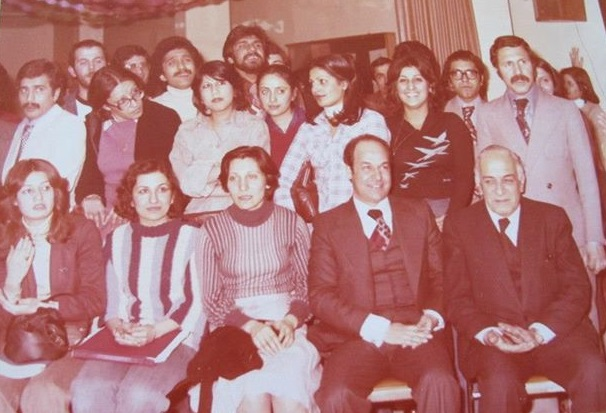
جشن چهارشنبه سوری، با حضور رئیس دانشکده (حسن سجادی نژاد، ردیف پایین، نفر اول از راست)، اسفند ۱۳۵۵

در سال ۱۳۱۴ دیپلم متوسطه را از دبیرستان سعدی (اصفهان) گرفت. سپس به تهران رفت و برای تحصیلات دانشگاهی وارد دانشسرای عالی شد. در آن دانشسرا حدود یک سال و اندی در رشته ریاضیات عمومی، فیزیک و شیمی تحصیل کرد. پس از آن، آذر ۱۳۱۵ از سوی بانک ملی ایران برای تحصیل در رشته حسابداری عازم انگلستان شد. سرانجام، در سال ۱۳۲۴ (۱۹۴۵)، پس از گذراندن دوره حسابدار خبره (CA) و عضویت وابسته در انجمن حسابداران خبره انگلستان و ولز (ICAEW) به عنوان یکی از نخستین حسابداران چارترد ایرانی به میهن بازگشت.
زندگی حرفه‌ای
پس از بازگشت به ایران (۱۳۲۴) کار حرفه‌ای خود را در بانک ملی ایران آغاز کرد. شش سال بعد، در سال ۱۳۳۰، در حالی که معاونت ارزی شعبه بازار بانک ملی ایران را بر عهده داشت - در پی ملی شدن صنعت نفت ایران - به دستور دولت محمد مصدق همراه با تنی چند از هم‌دوره‌ای‌های خود (در دوره حسابداری خبره، در انگلستان) مأمور خدمت در شرکت ملی نفت ایران در مناطق نفت‌خیز آبادان شد؛ و تا زمان بازنشستگی در این شرکت خدمت کرد. مشاغل وی در شرکت ملی نفت ایران از ریاست حسابداری مناطق نفت‌خیز آبادان آغاز شد، و سپس، در مقام‌های حسابدار کل، رئیس اداره حقوقی، قائم مقام سرپرست امورمالی، عضو کمیسیون امور غیرصنعتی، بازرس مخصوص صندوق‌های بازنشستگی و پس‌انداز کارکنان شرکت ملی نفت ایران، مشاور عالی رئیس هیئت مدیره و مدیرعامل، رئیس کمیسیون بودجه، ذیحساب سازمان برنامه در طرح‌های شاه‌لوله گاز و کارخانه لوله‌سازی اهواز ادامه یافت. او همچنین، به نمایندگی از صندوق‌های بازنشستگی و پس‌انداز کارکنان شرکت ملی نفت ایران ریاست هیئت مدیره شرکت قند نیشابور (سهامی عام) را نیز بر عهده داشت. وی در سال ۱۳۳۸ (۱۹۶۰) نیز به عضویت پیوسته انجمن حسابداران خبره انگلستان و ولز درآمد.
زندگی دانشگاهی
حسن سجادی‌نژاد، جدا از کارهای حرفه‌ای، یکی از پایه‌گذاران آموزش حسابداری نوین در ایران بود. وی در سال ۱۳۳۶ با اسمعیل عرفانی نخستین مؤسسه آموزش عالی حسابداری در ایران را با نام آموزشگاه عالی حسابداری تأسیس کرد و سنگ بنای آموزش دانشگاهی حسابداری در ایران را گذاشت. این آموزشگاه در آغاز با پذیرش ۶۱ دانشجو از کارکنان شرکت ملی نفت ایران راه‌اندازی شد. سپس، ابتدا در سال ۱۳۵۰ به مدرسه عالی حسابداری و علوم مالی و سرانجام در سال ۱۳۵۳ به دانشکده حسابداری و علوم مالی شرکت ملی نفت ایران تغییر نام داد. هم اکنون، این دانشکده به نام دانشکده نفت تهران به عنوان یکی از سه دانشکده دانشگاه صنعت نفت فعال است. حسن سجادی‌نژاد، پیش از انقلاب ۱۳۵۷، هفت‌سال ریاست این دانشکده را بر عهده‌داشت و سال‌ها به تدریس حسابداری در آن پرداخت. وی پس از انقلاب ۱۳۵۷ نیز به تدریس در واحد تهران دانشگاه آزاد اسلامی ادامه داد. شمار دانشجویان وی طی بیش از سی سال تدریس دروس گوناگون حسابداری در سطح دانشگاهی را بالغ بر پنج هزار تن برآورد کرده‌اند.

## عضویت در انجمن‌های حرفه‌ای
- عضو مؤسس انجمن حسابداران خبره ایران (جزو گروه ۳۴ نفری بنیانگذاران این انجمن؛ در ۲ اسفند ۱۳۵۱)
- عضو وابسته انجمن حسابداران خبره انگلستان و ولز (ICAEW) - از ۱۹۴۵ تا ۱۹۶۰

## آثار منتشره
از حسن سجادی‌نژاد آثار گوناگونی در زمینه حسابداری بر جای مانده است که برای سالیان متمادی جزو منابع اصلی تدریس حسابداری در دانشگاه‌های ایران به شمار می‌رفتند. بعضی از کتاب‌های تألیفی وی نخستین کتاب‌های آموزش دانشگاهی حسابداری به زبان فارسی بودند و تنها منابع آموزشی به زبان فارسی برای نخستین نسل‌های دانش‌آموختگان حسابداری از دانشگاه‌های ایران به شمار می‌رفتند. از آن جمله می‌توان به کتاب‌های زیر اشاره کرد:
- حسابداری مقدماتی (به همراهی ابوالقاسم خردجو)، ۱۳۳۸
- اصول هزینه یابی و حسابداری صنعتی (جلد۱)، ۱۳۴۰
- اصول دفترداری و حسابداری بازرگانی (جلد۱)، ۱۳۴۲
- اصول دفترداری و حسابداری بازرگانی (جلد۲)، ۱۳۴۳
- اصول دفترداری و حسابداری بازرگانی (جلد۳)، ۱۳۴۴
- اصول دفترداری و حسابداری بازرگانی (جلد۴)، ۱۳۴۷
- اصول دفترداری و حسابداری بازرگانی (جلد۵)، ۱۳۴۶
- حسابداری صنعتی و کاربرد آن در مدیریت (جلد ۱)، ۱۳۵۶
- حسابداری صنعتی و کاربرد آن در مدیریت (جلد ۲)، ۱۳۵۶
- حسابداری صنعتی و کاربرد آن در مدیریت (جلد ۳)، ۱۳۵۷
- حسابداری صنعتی و کاربرد آن در مدیریت (جلد ۴)، ۱۳۶۸
- اصول هزینه یابی و روشهای حسابداری صنعتی (جلد۱)، ۱۳۶۷
- اصول هزینه یابی و روشهای حسابداری صنعتی (جلد۲)، ۱۳۷۶
- فرهنگ اصطلاحات حسابداری، ۱۳۷۶، با همکاری دکتر فضل الله اکبری.

توضیح: فترت بین سالهای ۱۳۴۷ تا ۱۳۵۶، ظاهراً به دلیل همزمانی فعالیتهای پژوهشی با مسئولیت ریاست دانشکده حسابداری دانشگاه نفت و شروع به بازنگری ایشان به بعضی از کتابهایشان بوده است.

## درگذشت
حسن سجادی‌نژاد، ۱۹ شهریور ۱۳۶۷، در ۷۰ سالگی در تهران چشم از جهان فروبست. کنار تختش در بیمارستان پاستورنو عینکی و قلمی بود و کتابی که داشت آن را برای چاپ مجدد تصحیح می‌کرد.

## بنیاد استاد حسن سجادی‌نژاد
همزمان با صدمین زادسال وی (سال ۱۳۹۶) "بنیاد استاد حسن سجادی‌نژاد" توسط گروهی از همکاران، دانشجویان و علاقه‌مندان وی تحت نظارت پسرش (دکتر مجید سجادی‌نژاد) در لندن، انگلستان تأسیس شد. 

## رونمایی از تمبر "۱۵ آذر روز حسابدار"
شامگاه روز سه‌شنبه، ۲۱ آذر ۱۳۹۶، مدیرکل پست استان اصفهان، از تمبر یادبود «۱۵ آذر روز حسابدار»، منقش به چهره زنده‌یاد استاد حسن سجادی‌نژاد، با عنوان "پدر حسابداری نوین ایران" رونمایی کرد. این مراسم رسمی در حضور اصحاب رسانه حین برگزاری چهارمین همایش بزرگداشت روز حسابدار استان اصفهان در تالار همایش‌های سیتی سنتر اصفهان برگزار شد.